# Kingdom (film, 2019)
Pour les articles homonymes, voir Kingdom.
Série
Kingdom 2: Far and Away
(2022)
Pour plus de détails, voir Fiche technique et Distribution.
Kingdom (キングダム, Kingudamu, litt. « Royaume ») est un film japonais réalisé par Shinsuke Satō et sorti en 2019 au Japon. C'est l’adaptation du manga éponyme de Yasuhisa Hara.
L'histoire s'inspire de la vie de Li Xin, un général de Qin, de son enfance d’orphelin à sa carrière de guerrier durant la période des Royaumes combattants en Chine.
Il totalise plus de 50 millions de dollars au box-office japonais de 2019. Un deuxième film Kingdom: Harukanaru Daichi e est sorti le 15 juillet 2022, suivi d'un troisième film Kingdom: Unmei no Honō le 28 juillet 2023 et d'un quatrième Kingdom: Daishogun no Kikan le 12 juillet 2024.

## Synopsis
Devenu orphelin à cause de la guerre, Li Xin (Kento Yamazaki) rêve de quitter son statut de serviteur en devenant général. Il fait une rencontre décisive avec le garçon destiné à devenir l'empereur Qin, Ying Zheng (Ryō Yoshizawa) qui se révèle être un allié essentiel dans la quête de la grandeur par Xin. Ensemble, les jeunes hommes cherchent à reconquérir le trône de Zheng et à unir les Royaumes combattants sous une même bannière.

## Distribution
- Kento Yamazaki : Li Xin (Shin dans la version japonaise)
- Ryō Yoshizawa : Ying Zheng (Ei Sei dans la version japonaise) / Piao (Hyō dans la version japonaise)
- Kanna Hashimoto : He Liao Diao (Ka Ryō Ten dans la version japonaise)
- Masami Nagasawa : Yang Duan He (Yo Tan Wa dans la version japonaise)
- Kanata Hongō : Cheng Jiao (en) (Sei Kyō dans la version japonaise)
- Shinnosuke Mitsushima (en) : Bi (Heki dans la version japonaise)
- Masahiro Takashima (en) : Chang Wen (Shō Bun Kun dans la version japonaise)
- Takao Ōsawa : Wang Qi (Ou Ki dans la version japonaise)
- Jun Kaname (en) : Teng (Tō dans la version japonaise)
- Shinnosuke Abe : Ba Jiō
- Wataru Ichinose : Ta Jifu
- Masaya Katō : Jie Shi (Ketsu Shi dans la version japonaise)
- Renji Ishibashi : Si Shi
- Tak Sakaguchi : Zuo Ci (Sa Ji dans la version japonaise)
- Takashi Ukaji (en) : Wei Xing (Gi Kō dans la version japonaise)
- Ami 201 : Lang Kai
- Yuhei Ouchida : Dun (Ton dans la version japonaise)
- Jun Hashimoto : Muta
- Naomasa Musaka : le chef de village
- Motoki Fukami : Écarlate vicieux

## Accueil

### Box office
Le film a rapporté 729 millions de yens (6,17 millions USD) lors de son week-end d'ouverture de trois jours, vendant plus de 500 000 billets, Au 16 juin 2019, le film avait rapporté 5,47 milliards de yens (50,4 millions de dollars).

### Reception critique
Sur Rotten Tomatoes, le film a un taux d'approbation de 94% basé sur les critiques de 16 critiques.

### Récompenses et nominations
| Année | Prix                      | Catégorie                                                  | Nomination      | Résultat   | Ref.   |
| ----- | ------------------------- | ---------------------------------------------------------- | --------------- | ---------- | ------ |
| 2019  | 44e Hochi Film Award      | Best Director                                              | Shinsuke Sato   | Lauréat    | [ 10 ] |
| 2019  | 10e Location Japan Awards | Best Director                                              | Shinsuke Sato   | Lauréat    | [ 11 ] |
| 2019  | 62e Blue Ribbon Award     | Supporting Actor Award                                     | Ryo Yoshizawa   | Lauréat    | [ 12 ] |
| 2020  | VFX-Japan Awards          | Excellence Award                                           | Kingdom         | Lauréat    | [ 13 ] |
| 2020  | VFX-Japan Awards          | Best Award                                                 | Kingdom         | Nomination | [ 13 ] |
| 2020  | 43e Japan Academy Prize   | Picture of the Year                                        | Kingdom         | Nomination | [ 14 ] |
| 2020  | 43e Japan Academy Prize   | Director of the Year                                       | Kingdom         | Nomination | [ 14 ] |
| 2020  | 43e Japan Academy Prize   | Outstanding Achievement in Cinematography                  | Tarō Kawazu     | Lauréat    | [ 14 ] |
| 2020  | 43e Japan Academy Prize   | Outstanding Performance by an Actress in a Supporting Role | Masami Nagasawa | Lauréat    | [ 14 ] |
| 2020  | 43e Japan Academy Prize   | Outstanding Performance by an Actor in a Supporting Role   | Ryo Yoshizawa   | Lauréat    | [ 14 ] |
| 2020  | 43e Japan Academy Prize   | Outstanding Achievement in Lighting Direction              | Kingdom         | Lauréat    | [ 14 ] |
| 2020  | 43e Japan Academy Prize   | Outstanding Achievement in Art Direction                   | Kingdom         | Lauréat    | [ 14 ] |